# Nekrolog 1500
Nekrolog
◄◄
| ◄
| 1496
| 1497
| 1498
| 1499
| 1500 | 1501 | 1502 | 1503 | 1504 | ► | ►►
Weitere Ereignisse | Allgemeiner Nekrolog 1500
Die Beschreibung der verstorbenen Person sollte so kurz wie möglich gehalten sein und nur deren signifikante Tätigkeit(en) enthalten.
Neue Namen ggf. auch unter dem Geburts- und Sterbedatum, also etwa unter 1. Januar und im Geburts- und Sterbejahr (2024) eintragen (nur bei entsprechender großer Wichtigkeit). Für Beispiele siehe die schon vorhandenen Artikel.
Außerdem über die fünf zuletzt Verstorbenen, zu denen es einen ausreichend guten Artikel für eine Präsentation auf der Hauptseite gibt, nach der todesbedingten Überarbeitung der Artikel ggf. auch unter Wikipedia Diskussion:Hauptseite informieren und sie am besten auch in den anderen Wikipedia-Sprachversionen eintragen. Tipp: Regelmäßig bei news.google.de nach „ist tot“, „gestorben“ oder „verstorben“ suchen.
Wenn eine Person gestorben ist, gibt es viele Seiten zu dieser Person in der Wikipedia, die davon auch betroffen sind und entsprechend aktualisiert werden müssen. Beispiele: Namenübersichtsseite, Geburtsjahr, Geburtsort-Seiten und viele mehr.
Wie finde ich die betroffenen Seiten?
Im Suchfeld auf der linken Seite gibt man den Suchbegriff so ein: „Vorname Nachname“. Dann klickt man auf Volltext und alle Seiten mit entsprechendem Suchtext werden aufgerufen. Hier sieht man dann schnell, wo auch das Todesjahr Sinn macht oder sogar ein Teil des Artikels angepasst werden muss. Auch hilft das „Werkzeug“ auf der linken Seite sehr gut, um solche Seiten aufzufinden: „Links auf diese Seite“. Somit ist die Wikipedia wieder aktuell in allen Bereichen! Hinweis: bei Eintragung der Kategorie „Gestorben JAHR“ wird der Missbrauchsfilter 49 ausgelöst, was jedoch nicht schlimm ist. Siehe: Spezial:Missbrauchsfilter/49
Dies ist eine Liste von im Jahr 1500 verstorbenen bekannten Persönlichkeiten. Die Einträge erfolgen innerhalb der einzelnen Daten alphabetisch sortiert. Tiere sind im Nekrolog für Tiere zu finden.

## Januar
| Tag       | Name                    | Beruf, bekannt als                                            | Alter | Beleg |
| --------- | ----------------------- | ------------------------------------------------------------- | ----- | ----- |
| 3. Januar | Françoise de Dinan      | bretonische Adlige und Erbin, Erzieherin von Anne de Bretagne | 63    |       |
| 3. Januar | Christoph von Schachner | Bischof von Passau                                            |       |       |

## Februar
| Tag         | Name                                | Beruf, bekannt als                                            | Alter | Beleg |
| ----------- | ----------------------------------- | ------------------------------------------------------------- | ----- | ----- |
| 11. Februar | Antonio Urceo                       | italienischer Humanist                                        | 53    |       |
| 17. Februar | Adolf von Oldenburg und Delmenhorst | Graf von Oldenburg                                            |       |       |
| 17. Februar | Benedikt von Ahlefeldt              | Ritter und Herr der Güter Lehmkuhlen, Hasselburg und Wittmold |       |       |
| 17. Februar | Hans von Ahlefeldt                  | Ritter, Herr auf Haseldorf, Haselau Seegaard und Seestermühe  |       |       |
| 17. Februar | Thomas Slentz                       | deutscher Landsknechtsführer                                  |       |       |
| 17. Februar | Wilhelm III.                        | Landgraf von Hessen                                           | 28    |       |

## März
| Tag      | Name          | Beruf, bekannt als                               | Alter | Beleg |
| -------- | ------------- | ------------------------------------------------ | ----- | ----- |
| 22. März | Rudolf Reding | Schwyzer Landammann, Gesandter und Truppenführer |       |       |

## April
| Tag       | Name                    | Beruf, bekannt als                                 | Alter | Beleg |
| --------- | ----------------------- | -------------------------------------------------- | ----- | ----- |
| 10. April | Michael Marullus        | lateinischer Dichter                               |       |       |
| 12. April | Leonhard von Görz       | Graf von Görz, Statthalter von Lienz und Osttirol  |       |       |
| 22. April | Hans III. zu Rodenstein | Odenwälder Ritter und Vorbild für Sagengeschichten | 82    |       |

## Mai
| Tag     | Name             | Beruf, bekannt als                      | Alter | Beleg |
| ------- | ---------------- | --------------------------------------- | ----- | ----- |
| 29. Mai | Bartolomeu Dias  | portugiesischer Seefahrer und Entdecker |       |       |
| 29. Mai | Thomas Rotherham | englischer Geistlicher und Staatsmann   | 76    |       |

## Juni
| Tag      | Name                              | Beruf, bekannt als                               | Alter | Beleg |
| -------- | --------------------------------- | ------------------------------------------------ | ----- | ----- |
| 19. Juni | Edmund Tudor, 1. Duke of Somerset | dritter Sohn Heinrichs VII. und Duke of Somerset | 1     |       |
| 22. Juni | Juan de Borja Llançol de Romaní   | Kardinal der katholischen Kirche                 |       |       |
| 23. Juni | Elisabeth von Pfalz-Zweibrücken   | Gräfin von Nassau-Saarbrücken                    |       |       |
| 23. Juni | Ludovico Lazzarelli               | italienischer Humanist und Poet                  | 53    |       |

## Juli
| Tag      | Name          | Beruf, bekannt als                              | Alter | Beleg |
| -------- | ------------- | ----------------------------------------------- | ----- | ----- |
| 20. Juli | Miguel da Paz | Kronprinz von Portugal, Kastilien und Aragonien | 1     |       |

## August
| Tag        | Name                | Beruf, bekannt als                                             | Alter | Beleg |
| ---------- | ------------------- | -------------------------------------------------------------- | ----- | ----- |
| 16. August | Theodericus Brandes | deutscher Jurist und Ratssekretär der Hansestadt Lübeck        |       |       |
| 26. August | Philipp I.          | Graf von Hanau-Münzenberg                                      | 50    |       |
| 30. August | Viktorin            | Reichsgraf; Herzog von Münsterberg und Troppau; Graf von Glatz | 57    |       |

## September
| Tag           | Name                  | Beruf, bekannt als                                                                                                  | Alter | Beleg |
| ------------- | --------------------- | --- | ----- | ----- |
| 12. September | Albrecht der Beherzte | Herzog von Sachsen und Begründer der albertinischen, später königlich sächsischen Linie, Herzog von Sagan (ab 1472) | 57    |       |
| 15. September | John Morton           | Bischof von Ely und Erzbischof von Canterbury (1486–1500)                                                           |       |       |

## Oktober
| Tag         | Name            | Beruf, bekannt als                                                            | Alter | Beleg |
| ----------- | --------------- | ----------------------------------------------------------------------------- | ----- | ----- |
| 1. Oktober  | John Alcock     | englischer Kleriker und Lordkanzler, Bischof von Rochester, Worcester und Ely |       |       |
| 21. Oktober | Go-Tsuchimikado | 103. Tennō von Japan                                                          | 58    |       |

## November
| Tag          | Name                    | Beruf, bekannt als                         | Alter | Beleg |
| ------------ | ----------------------- | ------------------------------------------ | ----- | ----- |
| 5. November  | Johann                  | Graf von Étampes und Vizegraf von Narbonne |       |       |
| 26. November | Martin Flach der Ältere | Straßburger Drucker                        |       |       |

## Dezember
| Tag          | Name                | Beruf, bekannt als                            | Alter | Beleg |
| ------------ | ------------------- | --------------------------------------------- | ----- | ----- |
| 15. Dezember | Pero Vaz de Caminha | Schreiber des Seefahrers Pedro Alvares Cabral |       |       |
| 21. Dezember | Lambert von Werle   | Abt des Klosters Eldena                       |       |       |

## Datum unbekannt
| Tag | Name                                           | Beruf, bekannt als                                                            | Alter | Beleg |
| --- | ---------------------------------------------- | ----------------------------------------------------------------------------- | ----- | ----- |
|     | Gaston II. de Foix-Candale                     | Captal de Buch                                                                |       |       |
|     | Gerd der Mutige                                | Seeräuber, Straßenräuber und Graf                                             |       |       |
|     | Johannes Hagnauer                              | Schweizer Benediktinermönch, Abt des Klosters Muri                            |       |       |
|     | Neroccio di Bartholomeo di Benedetto de’ Landi | italienischer Maler und Bildhauer                                             |       |       |
|     | Bernardo di Niccolò Machiavelli                | Vater des Niccolò Machiavelli                                                 |       |       |
|     | Matthias von Kunwald                           | Bischof der Böhmischen Brüder                                                 |       |       |
|     | Nikolaus Meyer zum Pfeil                       | Schweizer Humanist und Schriftsteller                                         |       |       |
|     | Jakob Unrest                                   | Chronist der österreichischen und ungarischen Geschichte des Spätmittelalters |       |       |